# 1706 en France
Chronologie de la France
- 1702
- 1703
- 1704
- 1705
- 1706
- 1707
- 1708
- 1709
- 1710

Cette page concerne l’année 1706 du calendrier grégorien.

## Événements
- 6 janvier : les Français du duc de Berwick prennent Nice aux États de Savoie après un siège d’un mois[1]. Le château de la ville sera détruit.

- 22 - 26 février : le Français Henri-Louis de Chavagnac ravage la colonie anglaise de Saint-Christophe-et-Niévès dans les Antilles[2].

- 23 avril : les Anglais parviennent à briser le siège posé par les Français devant Barcelone depuis les derniers mois de 1705[1].

- 11 mai : Philippe V d’Espagne et le maréchal de Tessé lèvent le siège de Barcelone[1]. La Catalogne est ouverte à « Charles III », fils de Léopold Ier qui, maître de Valence, de l’Aragon, des Baléares, du Milanais et des Pays-Bas est proclamé roi à Madrid (27 juin)[1].
- 23 mai : déroute française de Villeroy à la bataille de Ramillies. Les Français doivent évacuer la plus grande partie des territoires occupés aux Pays-Bas espagnols, conquis par Marlborough pour le compte de l’archiduc Charles[1]. La tentative d’offensive générale de Louis XIV est brisée.

- 8 juin : le prédicant Nicolas Moyse est roué vif à Montpellier[3].
- 27 juin: l’archiduc Charles se proclame roi d’Espagne à Madrid[1].

- 8 juillet : en route pour attaquer les colonies anglaises de Virginie, Caroline et Nouvelle-Angleterre, le Français Pierre Le Moyne d’Iberville meurt sur son bateau au large de La Havane[4].

- Août : canicule. À Paris, la journée la plus chaude est le 8 août, la température atteint 36.9°[5].

- 7 septembre : Eugène de Savoie défait les Français, les Espagnols et les Bavarois au siège de Turin[1]. Dès l’annonce de ce revers, Louis XIV ordonne (trop rapidement) le retrait de ses troupes d’Italie et tente de négocier une paix, sans succès.
- 13 septembre : vendanges précoces à Dijon[5].

- 20 novembre : Français et Espagnols sont chassés de Modène par les Impériaux[6]. L’Espagne perd ses possessions italiennes.
- 22 novembre : le camisard Daniel Pouget est roué vif à Montpellier[7].
- 24 novembre : le camisard Pierre Pautiche, dit Montvert, est roué vif à Montpellier[7].
- Novembre : édit qui attribue la noblesse aux échevins de Paris[8].

- 16 ou 17 décembre : le prédicant camisard David Bourgade, dit La Veille est tué dans une maison de Saint-Martin-de-Corconac[9].
- 17 décembre, naissance d'Émilie du Châtelet.
- 28 décembre : le camisard Jacques Couderc, dit La Fleurette est roué vif à Montpellier[7].

- Cette année est marquée par une intense activité militaire et l’on note la production en douze mois de 13 445 « minutes » (ordres, rapports, directives…) émanant du secrétariat de la Guerre français. C’est le record du genre qui n’empêche pas l’année 1706 d’être catastrophique d’un point de vue militaire[10].
- Jean-Philippe Rameau publie le premier livre de pièces pour le clavecin[11].
- À Paris, le prix du froment est très bas ; 8 livres le setier[12].

## Naissances
- 1er mars : Sébastien-François Bigot de Morogues, militaire (mort en 1781)

## Décès

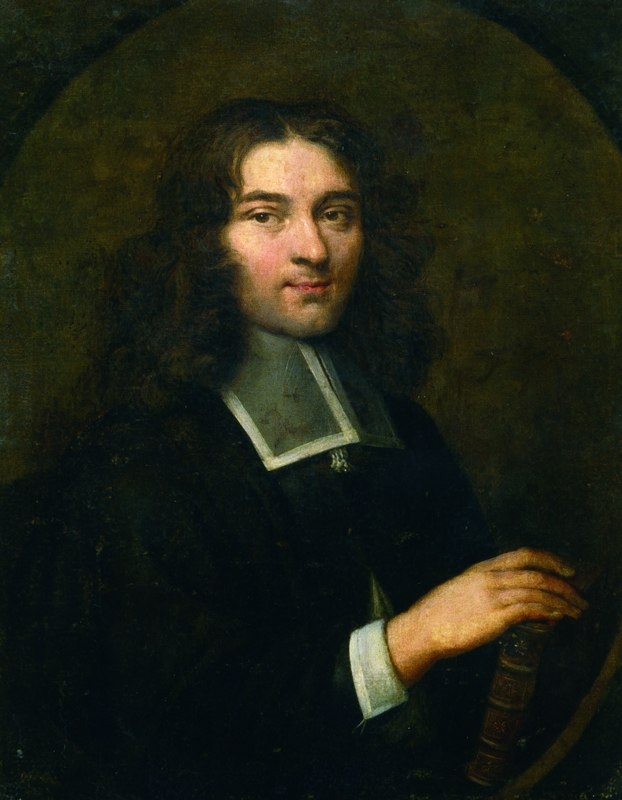
Pierre Bayle.

- 28 décembre : Pierre Bayle, philosophe (né en 1647)[13].